# Metsowo (gmina)
Metsowo (gr. Δήμος Μετσόβου, Dimos Metsowu) – gmina w Grecji, w administracji zdecentralizowanej Epir-Macedonia Zachodnia, w regionie Epir, w jednostce regionalnej Janina. W 2011 roku liczyła 6196 mieszkańców. Powstała 1 stycznia 2011 roku w wyniku połączenia dotychczasowych gmin Metsowo i Egnatia oraz wspólnoty Milea. Siedzibą gminy jest Metsowo.